# Mali Iž
Mali Iž – wieś w Chorwacji, w żupanii zadarskiej, w mieście Zadar. W 2011 roku liczyła 215 mieszkańców.